# Segundo asalto
Segundo asalto és una pel·lícula espanyola de 2005 de Daniel Cebrían.

## Argument
Conta la història d'Ángel, jove aspirant a púgil professional que ha crescut sense pare al Madrid del canvi de segle, i la seva trobada amb Vidal (interpretat per Darío Grandinetti), hipnòtic encantador (de serps) argentí, atracador professional de bancs. Aquesta trobada canviarà per sempre la vida d'Ángel i dels que l'envolten.

## Repartiment
- Álex González (Ángel)
- Darío Grandinetti (Vidal)
- Alberto Ferreiro (Dienteputo)
- Laura Aparicio (Pilar)
- Eva Marciel (Alicia)
- Maru Valdivieso (Estrella)
- Pepo Oliva (Paco El Tigre)
- Francesc Orella (Mendiri)
- Mariano Peña

## Comentari
Presentada amb èxit de públic i crítica en la 50a Setmana Internacional de Cinema de Valladolid, Segundo asalto està basada en una història original de Daniel Cebrián, que el propi director va escriure al costat d'Imanol Uribe, també coproductor de la cinta. És, després de Cascabel, el seu segon llargmetratge com a director.
Com a la seva opera prima, Cebrián descriu una joventut desorientada, a la vora de la marginalitat, i que ha crescut sense la figura del pare. Per a aprofundir en una atmosfera realista, el director de fotografia, Kalo Berridi opta per una atmosfera de clarobscurs, molt contrastada. L'excel·lent localització de decorats naturals li va valer a la seva directora artística, Marta Blasco, una nominació als premis Goya.
La pel·lícula es va presentar en Valladolid on va collir el premi Pilar Miró, atorgat al millor director mentre la pel·lícula presentada sigui el seu primer o segon llargmetratge. Dos mesos més tard, la pel·lícula va rebre dues candidatures als Premis Goya.

## Premios
Premis Goya
| Any  | Categoria                 | Candidat      | Resultat |
| ---- | ------------------------- | ------------- | -------- |
| 2005 | Millor actor revelació    | Álex González | Nominat  |
| 2005 | Millor direcció artística | Marta Blasco  | Nominat  |

Unión de Actores y Actrices
| Any  | Categoria              | Candidat      | Resultat |
| ---- | ---------------------- | ------------- | -------- |
| 2005 | Millor actor revelació | Álex González | Nominat  |

XVI Premis Turia
| Categoria              | Candidat       | Resultat  |
| ---------------------- | -------------- | --------- |
| Millor actor revelació | Álex González  | Guanyador |
| Millor director        | Daniel Cebrián | Candidat  |

Seminci
| Categoria                           | Candidat       | Resultat  |
| ----------------------------------- | -------------- | --------- |
| Premi Pilar Miró al millor director | Daniel Cebrián | Guanyador |